# Theodor-Heuss-Kaserne
Die Theodor-Heuss-Kaserne ist eine nach dem ehemaligen Bundespräsidenten Theodor Heuss benannte Kaserne der Bundeswehr im Stuttgarter Stadtbezirk Bad Cannstatt. Sie wurde 1917 eingeweiht und erhielt 1973 ihren heutigen Namen. In der Kaserne befinden sich heute – neben vielen kleineren Dienststellen – das Landeskommando Baden-Württemberg sowie die MAD-Stelle 5.

## Lage
Die Kaserne umfasst ein 135.000 Quadratmeter großes Gelände und befindet sich am östlichen Rand des Stuttgarter Stadtbezirks Bad Cannstatt unmittelbar an der Stadtgrenze zu Fellbach. Nördlich verläuft die Nürnberger Straße (L 1193), die nächste Anbindung an die Stadtbahn Stuttgart stellt die Straßenbahnhaltestelle Beskidenstraße (U1/U16) dar.

## Geschichte

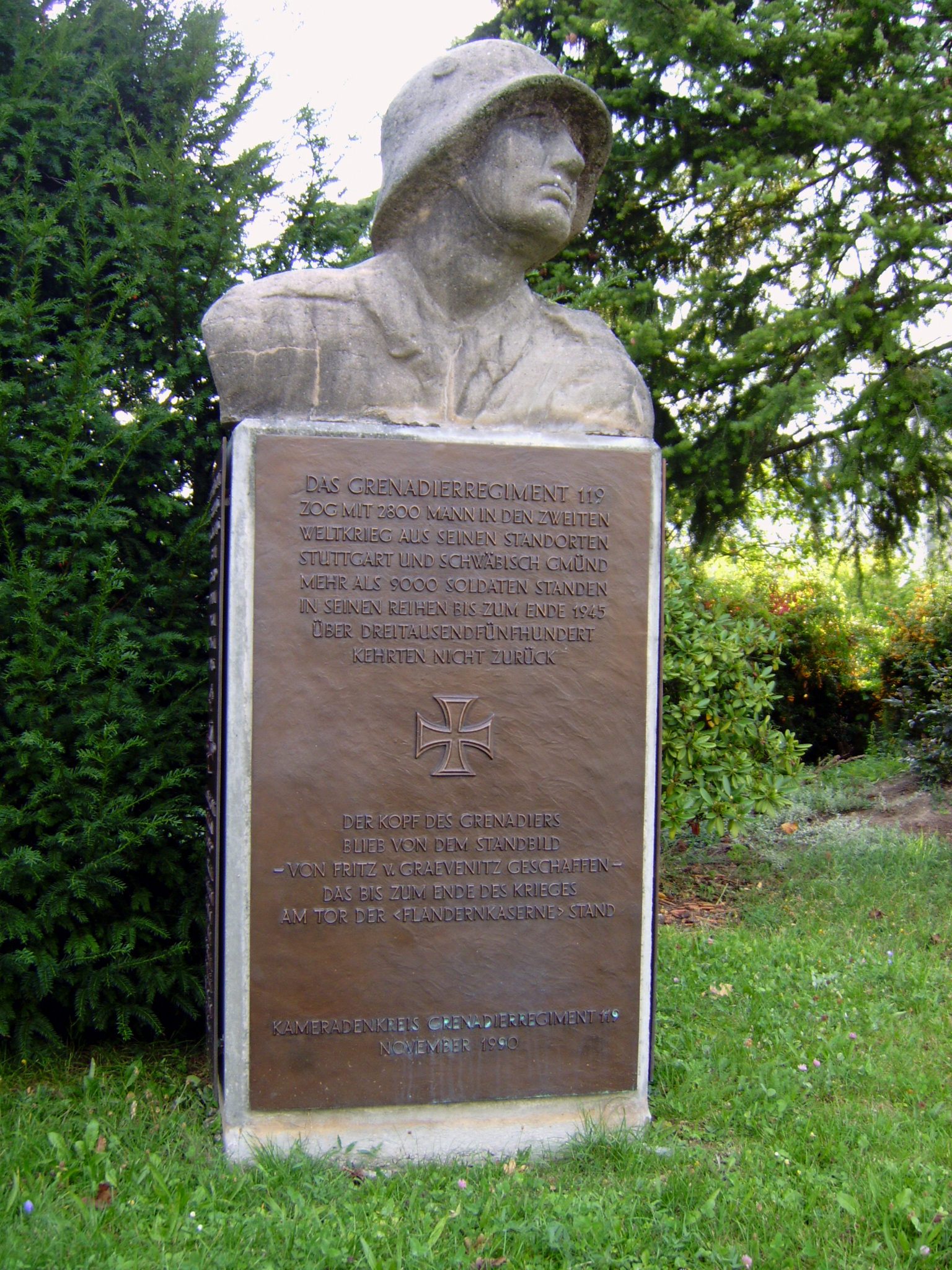
Gedenkstein für das Grenadier-Regiment „Königin Olga“ (1. Württ.) Nr. 119 in der Theodor-Heuss-Kaserne

Die Theodor-Heuss-Kaserne wurde 1917 nach dreijähriger Bauzeit eingeweiht und beheimatete zunächst die I. Abteilung des Württembergischen Feldartillerie-Regiments „König Karl“ (1. Württ.) Nr. 13, das im Dezember 1918 in Stuttgart demobilisiert wurde. Daraufhin war beispielsweise der Stab der Nachrichtenabteilung Nr. 5 der Reichswehr in der Kaserne untergebracht.
Während des Zweiten Weltkrieges wurde die Kaserne Opfer von Luftangriffen, bis Kriegsende 1945 waren in der „Funker-Kaserne“ Einsatzverbände der Nachrichtentruppe stationiert.
Von etwa 1946 bis 1950 wurde die Kaserne als DP-Lager („DP“: Displaced Persons) zur Unterbringung von bis über 3000 überwiegend aus Armenien stammenden Vertriebenen in Selbstverwaltung genutzt. So behoben die in der Funker-Kaserne untergebrachten DPs unter anderem die Kriegsschäden an der Kaserne, gründeten eine Pfadfindergruppe und errichteten ein Krankenhaus und ein Theater. Eine eigene Lagerpolizei wurde mit der Sicherung des Camps betraut und eine eigene Gerichtsbarkeit mit gewählten Richtern wurde geschaffen.
Im Jahre 1973 wurde die „Funker-Kaserne“ in „Theodor-Heuss-Kaserne“ umbenannt. Während der Nutzung durch die Bundeswehr war die Kaserne unter anderem von 1957 bis zu dessen Verlegung in die Graf-Stauffenberg-Kaserne nach Sigmaringen im Jahre 1994 Stabssitz des Wehrbereichskommandos V und beherbergte die MAD-Gruppe V.